# 麥可·桑德斯
麥可·愛德華·布萊特·桑德斯（英語：Michael Edward Brett Saunders，1986年11月19日—），綽號「禿鷹」和「加拿大隊長」，為美國職棒大聯盟的外野手，生涯曾效力過水手、藍鳥與費城人等隊。

## 職業生涯

### 西雅圖水手

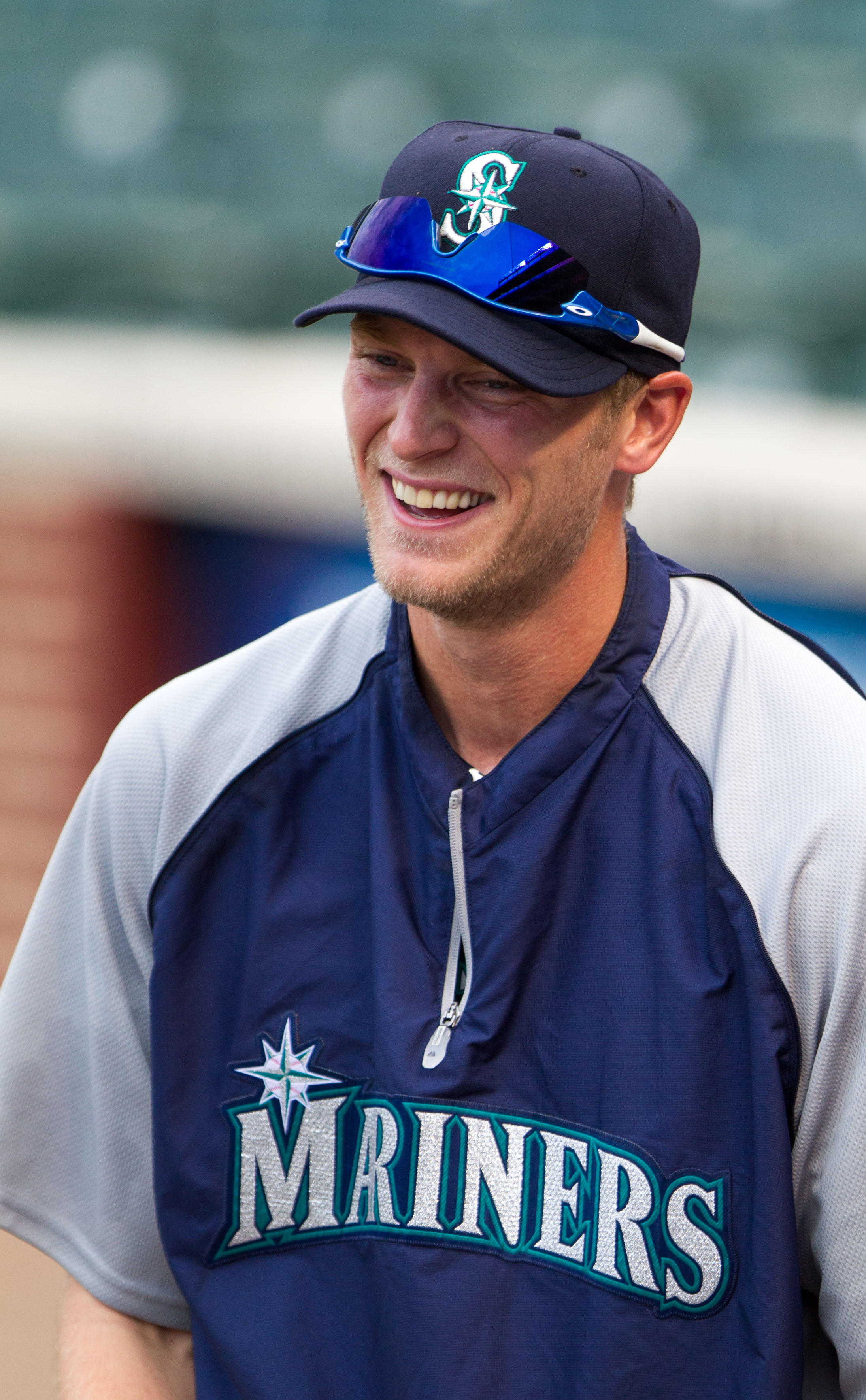
2012年的桑德斯

2004年美國職棒大聯盟選秀，水手隊在第11輪選進桑德斯。桑德斯從短期1A開啟職業生涯，並以1年升1級的速度往大聯盟邁進。
2009年，桑德斯在3A繳出3成13的打擊率，並敲出13轟與25分打點。最後水手隊在7月25日將弗拉迪米爾·巴倫汀指定讓渡，並讓桑德斯登上大聯盟。桑德斯也在隔日敲出大聯盟首安。
2010年5月6日，由於Milton Bradley被放進禁賽名單內，桑德斯成功重返大聯盟。而他也在3天後敲出大聯盟首轟。該年他的打擊率為2成11，並敲出10轟與33分打點。不過他在隔年只出賽58場比賽，打擊率僅1成49，並敲出2轟與8分打點。
2012年，桑德斯出賽139場比賽寫下生涯新高。打擊率為2成47，並敲出19轟與57分打點。隔年打擊率為2成36，並敲出12轟與46分打點。2014年，桑德斯僅出賽78場比賽，不過打擊率2成7為生涯新高，並敲出8轟與34分打點。

### 多倫多藍鳥
2014年球季結束後，水手隊總經理曾公開批評桑德斯沒有職業道德，使得雙方關係急遽惡化。12月3日，水手隊將桑德斯交易至藍鳥隊，換來J·A·哈普。而桑德斯也同意了1年287萬5千美元的合約。

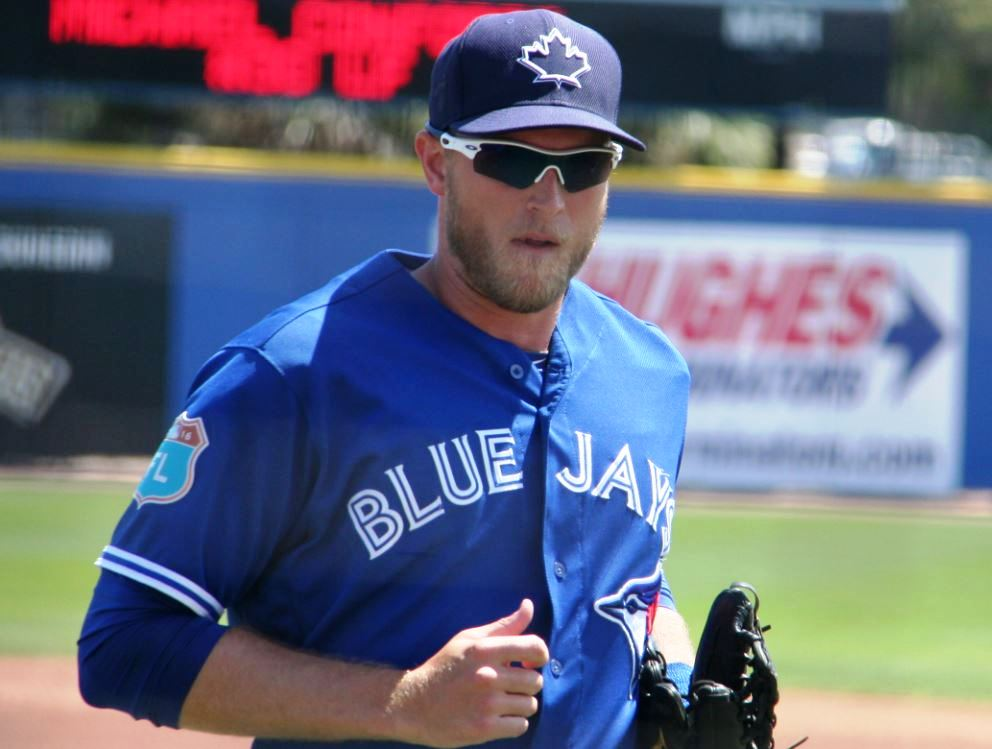
2016年春訓的桑德斯

結果桑德斯在加入藍鳥隊的第一年就傷痛不斷，他在春訓時就因為接飛球弄傷半月板。5月又因為膝蓋受傷進入傷兵名單，最後甚至球季報銷。整年他只出賽9場比賽，打擊率1成94。
2016年1月15日，藍鳥隊依舊跟他簽下1年290萬美元的合約。6月17日，桑德斯達成生涯首次三響砲。最後他也成功入選生涯首次明星賽。雖然下半季僅繳出1成78打擊率，外帶8轟與15分打點的成績。不過整年他的打擊率為2成53，並敲出24轟和57分打點寫下生涯新高。季後賽方面，桑德斯的打擊率高達3成81，球隊也一路闖到聯盟冠軍賽才敗下陣來。

### 費城費城人
2017年1月16日，費城人和桑德斯簽下1年800萬美元的合約。不過球隊在前三個月戰績墊底，加上桑德斯打擊率僅2成05。因此他在6月20日被球隊指定讓渡，並在3天後遭到釋出。

### 重返多倫多
2017年6月28日，桑德斯和藍鳥隊簽下小聯盟合約。而他也在9月1日獲得登上大聯盟的機會，並一路打到球季結束。

### 輾轉小聯盟
2018年2月21日，桑德斯和匹茲堡海盜簽下小聯盟合約。不過隨著球隊在隔日補進柯瑞·迪克森後，桑德斯便遭到釋出。23日，桑德斯加入皇家隊，結果又在1天後被釋出。4月2日，桑德斯加入金鶯隊，然而只待了1個多月還是逃不了被釋出的命運。5月21日，桑德斯加入白襪隊小聯盟，結果一個月後又遭釋出。
2018年12月30日，桑德斯和科羅拉多洛磯簽下小聯盟合約。後來他在隔年3月17日遭到釋出。

## 國際賽
桑德斯曾多次代表加拿大出戰國際賽，他最早是在2008年代表加拿大參加北京奧運棒球賽。
2013年經典賽，桑德斯也有出賽。而他在進攻端表現活躍，使得他成功入選經典賽全明星陣容中。
2019年，桑德斯先後代表加拿大出戰泛美運動會和世界棒球12強賽。
10月25日，在代表國家隊打完12強賽事後，桑德斯宣布退休。隔年他加入勇士隊小聯盟擔任教練，目前是勇士1A球隊的總教練。

## 外部連結
- 球員資訊和成績在MLB，ESPN，Baseball-Reference，Fangraphs（英文）